# Adobe Dreamweaver
Dreamweaver è un programma per la realizzazione di siti web prodotto da Macromedia (dal 2005 società di proprietà di Adobe) ed è tra i programmi più utilizzati nel suo campo.
Il programma utilizza un'interfaccia visuale (definito anche editor visuale) del tipo WYSIWYG: con esso si possono realizzare pagine web, scrivendo semplicemente del testo, inserendo immagini e collegamenti ipertestuali, senza dover conoscere il linguaggio HTML.
Dreamweaver è utile anche per i programmatori che preferiscono scrivere autonomamente il codice sorgente: il programma aiuta l'utente dando suggerimenti mentre vengono scritti i tag e gli attributi (ad esempio, scrivendo le prime due lettere di tag e attributi viene proposta automaticamente una lista tra cui scegliere, una funzione molto simile all'IntelliSense di Microsoft).
Dreamweaver presenta anche molte funzioni per gli sviluppatori, agevolando il lavoro con i linguaggi server-side (PHP, ASP, Perl, Coldfusion) e con client-side, come JavaScript, VBScript, AJAX (dalla versione CS3). Molto utile anche per i grafici, che trovano in Dreamweaver uno strumento con evidenziazione di (X) HTML e CSS e varie funzioni automatizzate di ottimizzazione e validazione.

## Versioni
- 1.0 (1997; 1.2 marzo 1998)
- 2.0 (1998)
- 3.0 (1999)
- UltraDev 1.0 (giugno 2000)
- 4.0 (dicembre 2000)
- UltraDev 4.0 (dicembre 2000)
- MX 6.0 (maggio 2002)
- MX 2004 (settembre 2003)
- 8 (13 settembre 2005)
- CS3 (9.0) (27 marzo 2007)
- CS4 (10.0) (23 settembre 2008)
- CS5 (11.0) (12 aprile 2010)
- CS5.5 (11.5) (12 aprile 2011)
- CS6 (12.0) (23 aprile 2012)
- CC (13.0) (17 giugno 2013)
- CC 2014 (14.0) (18 giugno 2014)
- CC 2014.1 (15.0) (6 ottobre 2014)
- CC 2015 (16.0) (16 giugno 2015)
- CC 2017 (17.0) (2 novembre 2016)
- CC 2018 (18.0) (19 ottobre 2017)
- CC 2019 (19.0) (15 ottobre 2018)
- CC 2020 (20.0) (13 novembre 2019)
- CC 2021 (21.0) (ottobre 2020)